# Terra della Fata Morgana
La Terra della Fata Morgana (in danese: Fata Morgana Landet) era un'isola fantasma dell'Artide. Si credeva situata tra la Groenlandia nord-orientale e le Svalbard, all'estremità settentrionale del mare di Groenlandia.

## Storia
Nel 1907, durante la spedizione della Danmark del 1906-08 guidata da Ludvig Mylius-Erichsen, J. P. Koch e Aage Bertelsen sostennero di aver avvistato una massa di terra intorno a 80°00′N 10°00′W. Una terra vicino a questa posizione venne presumibilmente avvistata dall'aria anche da Lauge Koch nel 1933, nonché da Peter Freuchen nel 1935 e da Ivan Papanin nel 1937. A seguito dell'avvistamento di Papanin, Koch, nel 1938, intraprese una spedizione in idrovolante, partendo dalle Svalbard, alla ricerca della presunta terra, ma non trovò alcuna traccia di essa.
A quest'isola inesistente venne attribuito il nome di Terra della Fata Morgana in onore del noto tipo di miraggio comune nelle regioni polari, in quanto si presume che la terra avvistata sia in realtà una fata Morgana dell'isola di Tobias (in groenlandese: Tuppiap Qeqertaa), un'isola spoglia e rocciosa situata più a sud. La posizione dell'isola di Tobias, grossomodo a 70 chilometri di distanza dalla costa nord-orientale della Groenlandia, venne determinata con precisione solo nel 1993.